# Matéria médica homeopática
Matéria médica homeopática é uma obra que relata o conjunto de sintomas e sinais relatados pelos experimentadores durante a experimentação de um possível medicamento homeopático, em sua própria linguagem.
Existem diversos tipos podendo ser citadas as matérias de Hahnemann, Hering, Allen, Lathoud e Vijnovsky.